# Arturo D. Hernández
Arturo D. Hernández (Sintico, Distrito de Emilio San Martín c.1903 – Lima 2 de abril de 1970) hijo de Julio César Vargas y Filomena del Águila. Escritor peruano reconocido como uno de los más importantes e influyentes de la Amazonia. Hernández es conocido por su popular obra semiautobiográfica, Sangama (Novela de la Selva Amazónica) (1942), y por su  novela  Selva Trágica (1954), ambas premiadas. Igualmente han sido muy valoradas la serie de historias breves contenidas en Tangarana y otros cuentos (1969), y su novela de mayor vuelo poético-espiritual Bubinzana (La canción mágica del Amazonas) (1960). Hernández es representante destacado de la literatura amazónica peruana, junto a autores como Ciro Alegría, Mario Vargas Llosa, Francisco Izquierdo Ríos, César Calvo de Araujo o César Calvo Soriano.
Todas sus obras, a excepción de la novela no publicada Werner, están relacionadas con la Selva del Perú. En ellas, a la par de la trama, se realizan logradas descripciones de la fauna, la flora, las  creencias, misterios y costumbres de la denominada "Selva Baja" (de grandes montes con ríos y tierras inundables) donde la presencia del hombre y sus actividades es desafiada continuamente por el poder omnipresente de la naturaleza. Todas ellas se desarrollan en la época del auge de la explotación del caucho, que corresponde a la niñez y primera juventud del autor.

## Infancia y juventud
Arturo D. Hernández nació por el año 1903 en el departamento de Loreto en Iquitos, en un caserío de caucheros e indígenas llamado Sintico ubicado en la margen izquierda del río Ucayali. La fecha exacta de su nacimiento es desconocida. La única referencia que existe es que nació por la época en que "los salvajes irrumpieron en el poblado de Samanco y raptaron a todas las mujeres". Siendo aún muy chico Hernández queda huérfano de madre. Ese mismo año, una crecida del río destruye el caserío obligando a su padre a mudarse a Tierra Blanca, otro pueblo de caucheros. Su infancia y juventud la pasó trabajando en la recolección del caucho. 
La niñez fue difícil para Hernández. Su abuela paterna, opuesta a la relación de sus padres, lo obligaba a realizar tareas propias de las mujeres, sometiéndolo además a castigos físicos. Ello motivó varios intentos infructuosos de fuga del hogar. La única alegría para Hernández consistía en "mirar los barcos ingleses que pasaban croando rumbo a Liverpool, cargados de goma".
Hernández inició sus estudios en una pequeña escuela para los hijos de los trabajadores de shiringal (tierra rica en caucho). Sin embargo, dijo alguna vez el escritor "En realidad, yo he aprendido todo lo que sé, trabajando."
Un día el ejército pasó por Iquitos reclutando jóvenes para el servicio militar. Hernández, aumentándose la edad se presentó y fue admitido. En el cuartel conoció a personas más instruidas que él y por medio de ellos afirmó su afición por la literatura, algo que su abuela siempre había reprobado. "Cada vez que me sorprendía leyendo(...) me caían sus golpes diciéndome: Sólo piensas en ociosidades, te voy a hacer doctor a punta de palos."[cita requerida]
Estando en el Regimiento de Cazadores del Oriente 51 recibió de un compañero el libro Adelante, adelante de Orison Marden el cual causó gran impacto en él. "(...) me produjo una honda impresión. Tal vez lloré porque comprendí entonces que había malversado la parte más interesante de mi existencia: la vida en flor en que la aptitud para asimilar los conocimientos se manifiesta vigorosa y espontánea." Este descubrimiento lo llevó buscar un colegio privado donde, luego de contar su caso, le permitieron inscribirse como alumno libre para continuar sus estudios.

## Revolucionario
La bonanza del caucho llegó súbitamente a su fin en 1920 y dado que la región de Loreto vivía de sus regalías, el ocaso de esta actividad afectó la economía y la vida cultural de la región. El dinero del caucho pagaba además los sueldos de los empleados públicos, incluyendo a los militares. Es por ello que en agosto de 1921 se alza en Iquitos un movimiento revolucionario al mando del capitán Guillermo Cervantes, y del cual Hernández tomaría parte luchando contra el estado de abandono del Oriente peruano y el despilfarro del erario nacional.
Luego de 5 meses, la revolución fue dominada y Hernández, con sólo 18 años, fue hecho prisionero junto con otros insurrectos que intentaban escapar hacia la costa. Fue llevado por tierra hasta Lima donde fue encerrado mientras esperaba su juicio, primero en un viejo velero en el Callao y luego en la cárcel Guadalupe destinada a presos políticos.

## Lucha en la ciudad
Luego de dos años, la libertad le llegó sorpresiva e inexplicablemente: "Cierto día me abrieron las puertas del establecimiento y me dijeron que estaba libre".[cita requerida]
Fue el inicio de una época durísima para el futuro escritor. "Enfrentaba la ciudad desconocida, más cruel y terrible que la Selva (...) Dormí en el Parque de los Garifos, sufrí hambre y conocí el sabor amargo de la desocupación".[cita requerida] Empezó a luchar por sobrevivir y consiguió trabajos diversos y breves como jornalero de construcción, peón de hacienda, mozo de bar, constructor de carretera, conductor de tranvía, portapliego hasta que finalmente, gracias a la gestión de su tío, el Dr. Enríque Gamarra Hernández (quien sería además un constante estímulo para él en el campo de la literatura), consiguió un trabajo, asimilado a la Marina de Guerra, en la Zona Naval del Callao. Con el tiempo ascendió al grado de Alférez de Fragata donde permaneció por diez años. A cambio la Marina le dio las facilidades para continuar sus estudios en la Universidad Nacional Mayor de San Marcos. Hernández había decidido, a los 26 años, ser abogado. Pero durante su segundo año de carrera clausuraron la Universidad por lo que se trasladó a la Universidad Católica donde finalmente se recibió en 1936.

## Regreso a la selva
En abril de 1943 Hernández logra un cargo superior y es asignado en la Quinta Zona Judicial del Ejército en Iquitos lo cual significa el regreso del autor a la selva luego de 20 años, y el reencuentro con su tierra luego de la publicación de su primera novela amazónica: Sangama. 
Durante los ocho años que permanceció en Iquitos, además de sus funciones castrenses, ejerció como maestro en el Colegio Nacional de Iquitos dando clases de Historia General y Geografía. Durante su estadía en esta ciudad e inspirado por el contacto directo con su cultura y valores, empieza la redacción de sus siguientes dos obras: Selva Trágica y Bubinzana (La canción mágica del Amazonas).
Otro hecho fundamental sucedió en Iquitos. Hernández conoció a otro importante escritor peruano, Ventura García Calderón, quien fue el artífice de la edición y distribución de su obra en Europa, que a la postre sería la que lo haría famoso en el Perú.
En 1950, el autor contrae matrimonio con Talma San Martín del Castillo, una joven educadora sanmartinense quien se convertiría en su asistente y, a la muerte del autor, la encargada de la conservación del archivo, difusión de la obra y el cuidado de sus tres hijos. Es importante indicar que  en la actualidad existen temas legales no resueltos respecto a la posesión de derechos de sus obras. 

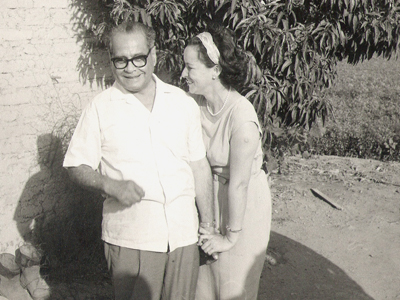
Hernández con su esposa.

Ese año Sangama se vuelve best seller en Europa lo que motiva sucesivas ediciones de gran tiraje en Perú con Juan Mejía Baca.

## De vuelta a la ciudad
Luego de diez años de estadía en Iquitos, a inicios de 1952, Hernández regresa a Lima y trae consigo la versión final de Selva Trágica, novela que publicaría en 1954 consiguiendo el máximo galardón de la literatura peruana, el Premio Nacional Ricardo Palma. Este reconocimiento lo ubicó al nivel de los mayores novelístas peruanos. 
El autor comentó a raíz de su éxito:

No ambiciono ni la riqueza ni la celebridad. No he dejado de ser el trochero que abre su ruta a través de la selva virgen, sin importarle las distancias y sin meditar en la trascendencia de su recorrido. Hoy, que mi obra literaria ha llegado a tener algún mérito, aspiro solamente a interpretar la voz y el mensaje de la selva, mensaje fraterno de lucha, de dolor, y de inconformidad.

Durante el primer encuentro de narradores peruanos, desarrollado en Arequipa en 1965, dijo:

Es la primera vez que me veo en la necesidad de hablar de mi persona, de mi obra; nunca antes lo había hecho, pero es cosa del desarrollo del programa de este Encuentro. Mi historia es bastante triste. Nací en una de las más apartadas márgenes del río Ucayali, entre la jungla y el pantano. Fui víctima de una frustración: mi abuelita paterna tenía esperanza de enviar a mi padre a Lima a la Escuela de Artes y Oficios, cuya existencia conocía. En esas apartadas regiones la máxima aspiración de los escasísimos habitantes de las márgenes de los ríos era tener un hijo egresado de esa escuela. La universidad no existía para ellos porque la creían inaccesible. Mi padre defraudó a mi abuelita y se casó con mi madre contra su voluntad y, cuando me quedé huérfano de madre, mi papá me puso al cuidado de la abuelita que descargó sobre mí todo el odio que tuvo por mi madre. Me ponía a temblar cada vez que veía a la abuelita con el látigo en la cintura, y eso era cuando menos tres veces a la semana, arremetía contra mis espaldas de niño, repitiendo su estribillo de siempre: “para que seas más dócil, humilde y no te parezcas a tu madre”. Cada vez que me sorprendía leyendo cuanto encontraba, y que en esas soledades era muy poco, me caían sus golpes diciéndome: “sólo piensas en ociosidades, te voy a hacer doctor a punta de palos”. Me apasionaba leer  y me gustaba la carrera militar. Cierto día pasó por el lugar uno de los vapores fluviales cargado de soldados.